# Giovanni Strazza
Giovanni Strazza (Milano, 1818 – Milano, 18 aprile 1875) è stato uno scultore italiano.

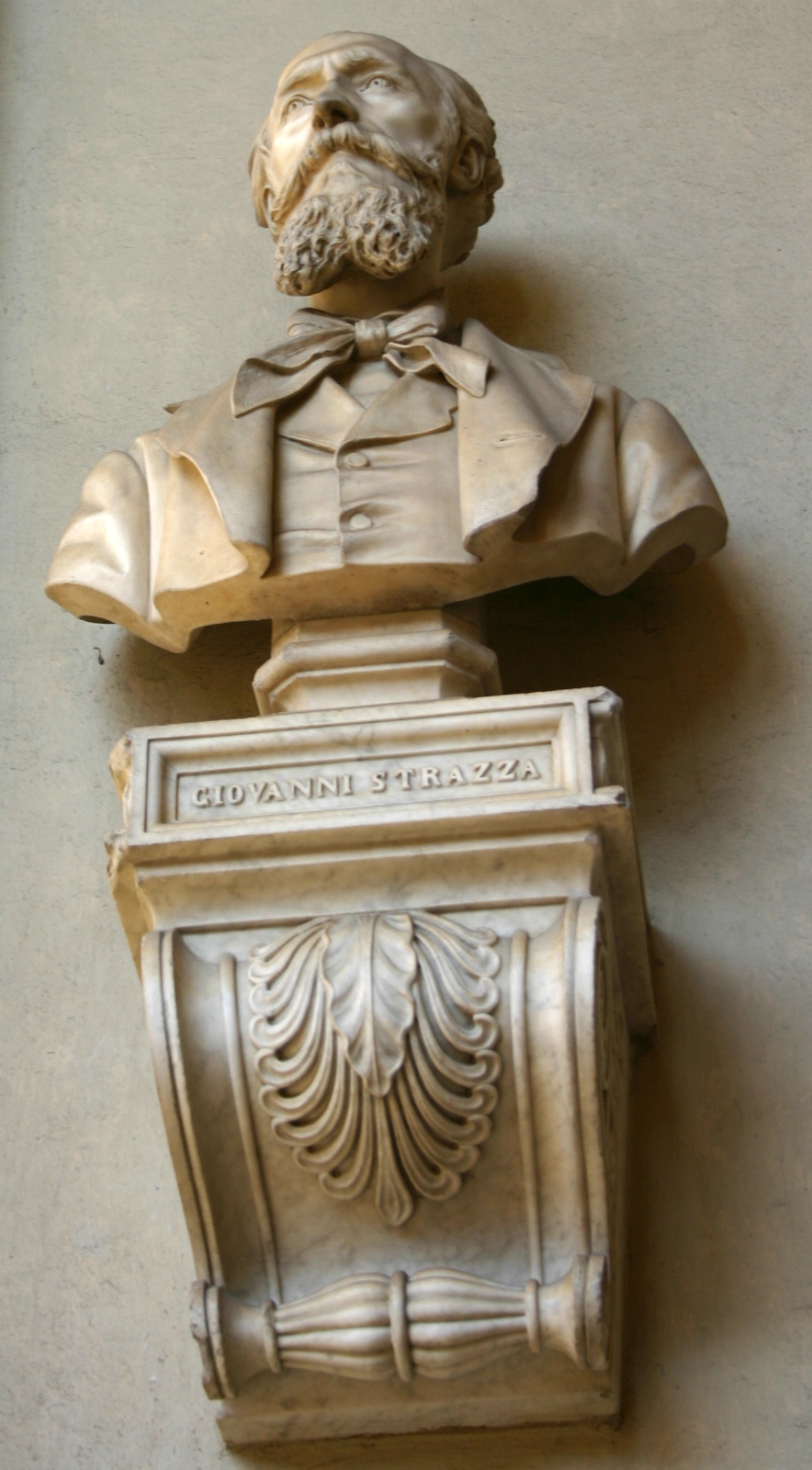
Busto di Giovanni Strazza
Palazzo di Brera

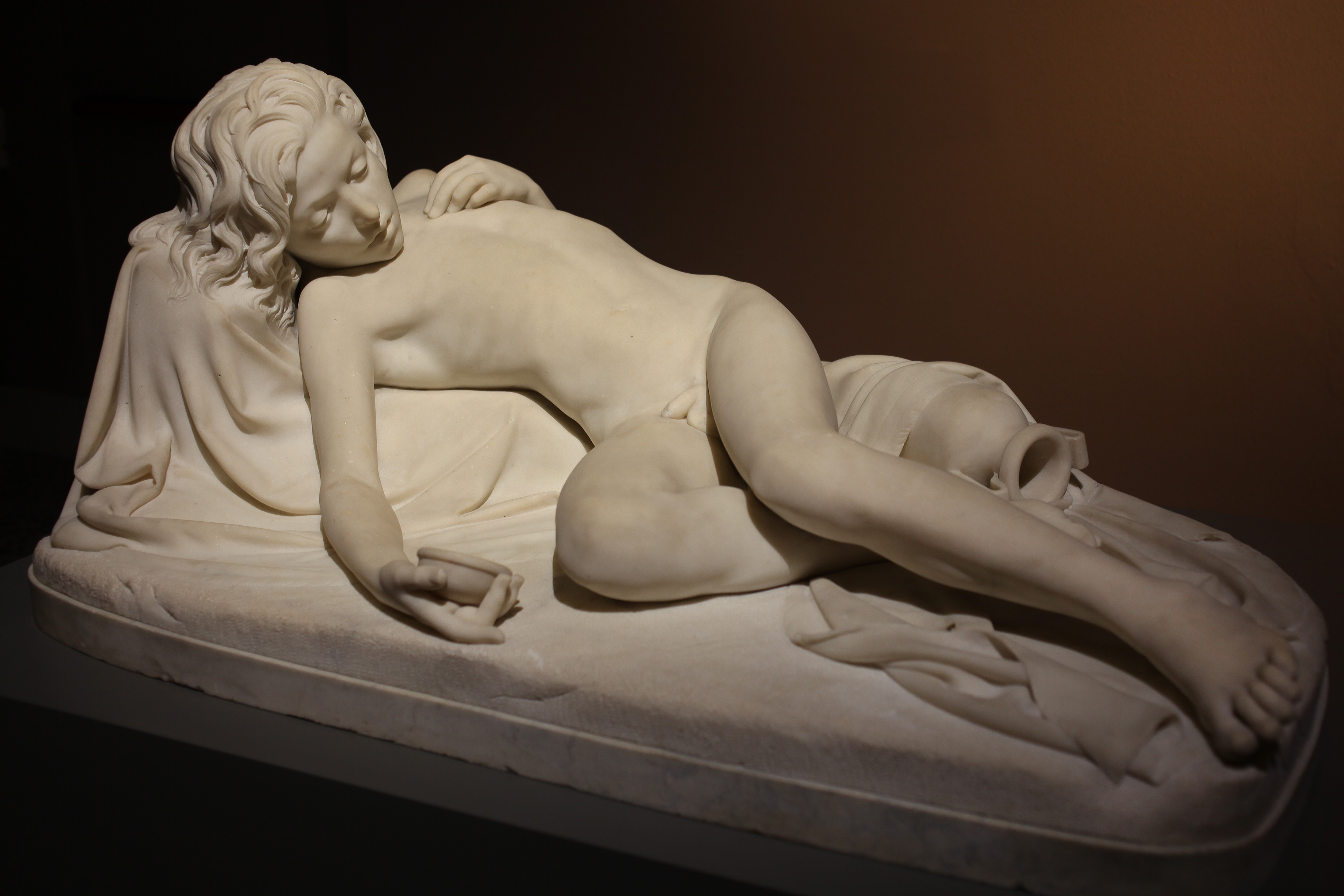
Ismaele abbandonato nel deserto (replica, 1850)

Legato ai moduli del neoclassicismo accademico, fu scultore prolifico e la sua opera rivela anche influssi tardoromantici.

## Biografia
Lombardo, nato a Milano da famiglia di modeste condizioni, si diplomò all'Accademia di belle arti di Brera. Conseguito il diploma, si dedicò presso la medesima accademia allo studio della scultura seguendo i corsi di plastica dello scultore Pompeo Marchesi, dal quale imparò a modellare la creta; quindi passò nello studio dello scultore ticinese Francesco Somaini, presso il quale imparò le tecniche dello scalpello.
Conclusa la formazione scultorea lo Strazza si trasferì a Roma nel 1843 dove rimase fino al 1860 quando, dopo l'Unità d'Italia e la successiva riorganizzazione degli Istituti di belle arti, accettò la cattedra di professore di scultura all'Accademia di Bologna. Rimasto a Bologna per pochi mesi lo Strazza venne designato professore di plastica all'Accademia di Brera, cattedra che mantenne dalla fine del 1860 sino alla morte.

## Il periodo romano
Nel lungo periodo trascorso a Roma, dal 1843 al 1860, lo Strazza rimase colpito e affascinato dalla statuaria classica greca e romana e dalla scultura moderna di allora. Dibattuto fra classicismo e romanticismo, lo Strazza si pose "a metà percorso":
(Antonio Caimi, Lo Scultore Cav. Prof. Giovanni Strazza - Commemorazione)

## Opere principali

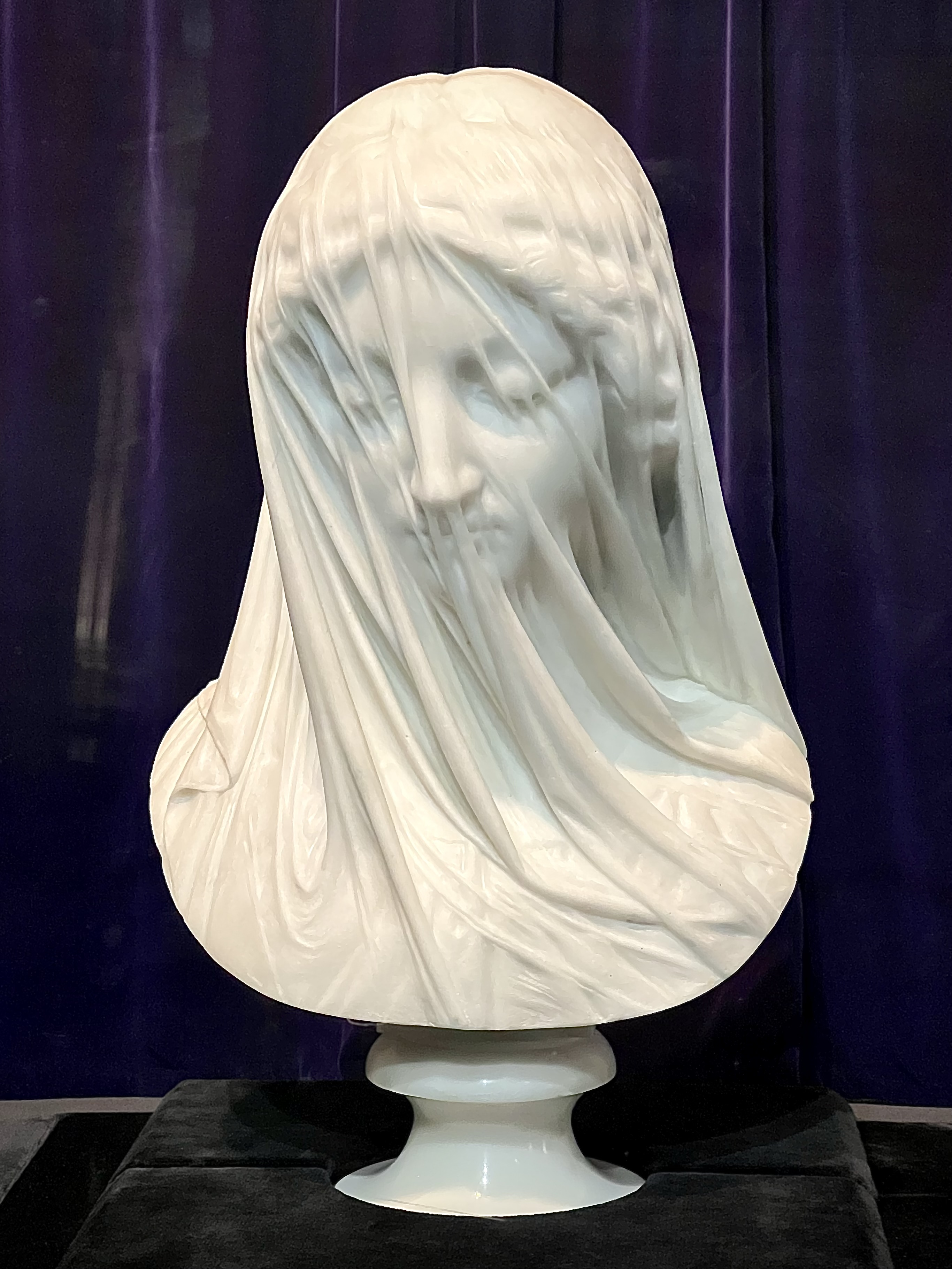
La Vergine velata

- Ismaele abbandonato nel deserto (1846) commissionata dal signor Pietro Gonzales, ispirata all'Abele morente di Giovanni Duprè (1842). Dell'opera lo scultore medesimo scolpì due repliche: nel 1850 come dono dello Strazza all'Accademia di Brera e oggi esposta alla Galleria d'Arte Moderna di Milano; sempre nel 1850 una replica di minori proporzioni per il signor Francesco Lucca. Ismaele ebbe un grande successo presso il pubblico.[3] L'opera fu esposta alla Grande Esibizione di Londra del 1851.[4]
- L'audace (1851) in ricordo del giovane Righetto, dodicenne ucciso nel 1849 a Roma durante gli scontri fra repubblicani e francesi.[5] La statua si trova nello Scalone d'Onore di Palazzo Litta e una copia bronzea è stata posta sulla Passeggiata del Gianicolo nel 2005.[5]
- La Vergine velata (1854) eseguita per il conte Stroganoff; l'autore ne realizzò 24 repliche; una giunse a Terranova (Canada) alla fine del 1856 ed è conservata nel Presentation Convent and School, sede delle Presentation Sisters nella città di Saint John's.[6]
- Lapide in memoria di Carlo Cattaneo, commissionata nel febbraio 1870, terminata entro l'estate e inaugurata il 17 agosto.[7][8]
- Monumento all'ing. Giulio Sarti (1871), presso il Cimitero Monumentale di Milano.
- Angelo della Resurrezione (o del silenzio), scolpito nel 1872 come parte centrale del monumento della famiglia Mazzacorati, situato nel Cimitero monumentale della Certosa di Bologna, chiostro terzo, arco 87.[9]
- Bambina con cane, statua di 98 cm × 89 cm × 60 cm di data ignota.[10]

Per un elenco completo delle opere dello Strazza si veda il testo riportato negli Atti dell'imp. regia Accademia, pagg. 85-87.